# ألفريدو سعد فيلهو
ألفريدو سعد فيلهو (بالإنجليزية: Alfredo Saad-Filho)‏ (1964 - ) اقتصادي من البرازيل.